# San Roque (departamento)
San Roque é um departamento da província de Corrientes. Possuía, em 2019, 19.791 habitantes.